# Đồng Lạc, Yên Thế
Đồng Lạc là một xã thuộc huyện Yên Thế, tỉnh Bắc Giang.

## Thông tin địa lý
Xã Đồng Lạc có diện tích: 592,22 ha , dân số năm 1999 là 3.240 người, năm 2008 là 3.483 người.
Địa giới hành chính: 
- Phía Đông giáp xã Hồng Kỳ và xã Tân Sỏi
- Phía Tây giáp thị trấn Phồn Xương
- Phía Nam giáp xã Tân Sỏi, huyện Yên Thế và xã Tân Trung, huyện Tân Yên
- Phía Bắc giáp xã Đồng Tâm.

## Lịch sử
Năm 2008, một phần diện tích của xã Đồng Lạc (197,78 ha) cùng với một phần diện tích các xã Phồn Xương, Tân Sỏi, Hồng Kỳ, Tam Hiệp, Đồng Vương và dân số của thị trấn Nông trường Yên Thế được tách ra để thành lập xã Đồng Tâm.